# Ludvík Pazderka
Ludvík Pazderka (9. května 1868 Lošany – 10. října 1951 Praha) byl rakouský a český statkář a politik, na počátku 20. století poslanec Českého zemského sněmu.

## Biografie
Profesí byl statkářem v rodných Lošanech. Publikoval odborné studie. Zaměřoval se na otázky rozvoje cukrovarnictví, řepařství a chovu koní. V roce 1916 se uvádí jako viceprezident Agrární banky.
Na počátku století se zapojil i do zemské politiky. Ve volbách v roce 1908 byl zvolen do Českého zemského sněmu v kurii venkovských obcí, obvod Kolín, Kouřim, Uhlířské Janovice. Politicky se uvádí coby člen České agrární strany. Kvůli obstrukcím se ovšem sněm po roce 1908 fakticky nescházel. V roce 1911 je Pazderka zmiňován jako člen zemské školní rady.
Působil jako agronom, po vzniku Československa byl odborovým přednostou ministerstva zemědělství.